# Kenmare River
Kenmare River är en vik i republiken Irland. Den ligger i den sydvästra delen av landet, 300 km sydväst om huvudstaden Dublin.